# Anaulodes
Anaulodes es un género de coleópteros de la familia Anthribidae.

## Especies
Contiene las siguientes especies:
- Anaulodes artius Jordan, 1936
- Anaulodes caffer Wolfrum, 1953
- Anaulodes cylindricus Kolbe, 1894
- Anaulodes eumeces Jordan, 1937
- Anaulodes oligus Jordan, 1936
- Anaulodes punctatus Wolfrum, 1931